# Diament (Otfinów)
Diament – przysiółek wsi Otfinów w Polsce, położony w województwie małopolskim, w powiecie tarnowskim, w gminie Żabno. 
W latach 1975–1998 przysiółek administracyjnie należał do województwa tarnowskiego.